# Porta Milano (Lodi)
Porta Milano (già Porta Nuova e Porta Palestro) era una porta cittadina di Lodi, costruita nel 1782 e demolita nel 1912. Essa segnava l'ingresso in città della strada proveniente da Milano.

## Storia
La porta venne costruita nel 1782, contemporaneamente alla costruzione del nuovo tracciato della strada per Milano. In origine era denominata "Porta Nuova", nome mutato nel 1860 in "Porta Palestro" e infine nel 1881 in "Porta Milano".
Venne demolita nel maggio 1912.